# Indian Pacific

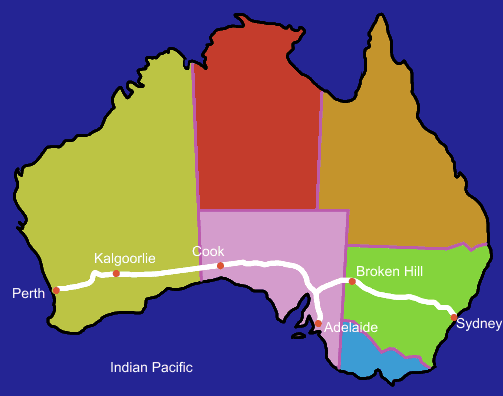
Trasa pociągu

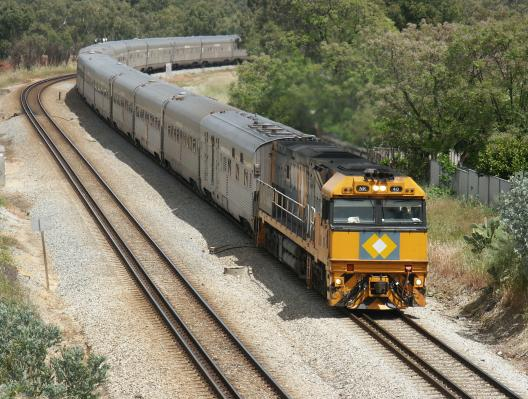
Pociąg pasażerski na linii Indian Pacific

Indian-Pacific – linia kolejowa w Australii łącząca Perth leżące nad Oceanem Indyjskim z Sydney leżącym nad Pacyfikiem, przebiegająca między innymi przez Kalgoorlie, Cook, Port Augusta, Adelaide i Broken Hill, o łącznej długość 4352 km.
Na początku XX wieku większość głównych miast w Australii była już połączona siecią kolejową. Wyjątek stanowiło leżące w Australii Zachodniej Perth i stolica Australii Południowej Adelajda. Sieć kolejowa Australii Zachodniej kończyła się w Kalgoorlie, w Australii Południowej w Port Augusta.
W 1912 r. rozpoczęto jedno z największych przedsięwzięć inżynieryjnych w historii Australii mające za cel połączenie torami kolejowymi tych dwóch miast, oddalonych od siebie o 1996 km. Prace rozpoczęto jednocześnie z dwóch stron. Zakończyły się one 17 października 1917, kiedy budowane jednocześnie z dwóch stron tory spotkały się w miejscowości Ooldea leżącej na równinie Nullarbor.
Pierwszy pociąg z Perth do Sydney wyruszył w podróż 23 października o godzinie 1015. W tym czasie w różnych stanach Australii istniały sieci kolejowe o różnym rozstawie szyn i pasażerowie „Transcontinental Express” byli zmuszani przesiadać się kilkukrotnie w czasie podróży z pociągu na pociąg. Z Sydney do Albury prowadziły szyny o normalnym rozstawie, z Albury do Port Pirie poprzez Melbourne i Adelajde prowadziła kolej szerokotorowa. W Port Pirie następowała przesiadka na krótką podróż linią o normalnym rozstawie do Kalgoorlie poprzez Port Augusta skąd prowadziła kolej wąskotorowa do Perth.
Prace nad jednolitym, nieprzerwanym torem o standardowym rozstawie zakończono dopiero w 1969, a pierwsza podróż pociągu pasażerskiego na nowej linii rozpoczęła się z Sydney 23 lutego 1970, pasażerowie dotarli do Perth cztery dni później 27 lutego.
Symbolem linii Indian-Pacific jest orzeł australijski (Aquila audax), największy orzeł zamieszkujący Australię, o rozpiętości skrzydeł 2 metry. Operatorem połączenia jest firma Great Southern Railway. Wynajmuje ona ciągnące skład lokomotywy od przewoźnika towarowego Pacific National.